# بگذار آهسته از پا درآیم
آهسته نا امیدم کن (انگلیسی: Let Me Down Slowly) تک‌آهنگی از خوانندگان آمریکایی، الک بنجامین به همراهی آلیسیا کارا است